# Great Diamond Mystery
Great Diamond Mystery er en amerikansk stumfilm fra 1924 af Denison Clift.

## Medvirkende
- Shirley Mason som Ruth Winton
- Jackie Saunders som Phyllis
- Harry von Meter som Murdock
- John Cossar som Graves
- Philo McCullough som Mallison
- Hector V. Sarno som Davis
- William Collier Jr. som Perry Standish
- Eugenia Gilbert som Diana
- Hardee Kirkland som Peter Standish